# Teresa De Sio (album)
Teresa De Sio è un album del 1982 della cantante italiana Teresa De Sio.

## Tracce
1. Voglia 'e turnà – 4:23
2. Aumm aumm – 3:41
3. Pianoforte e voce – 3:05
4. Marzo – 4:25
5. Piccere' – 4:10
6. Ma nun ce pensa' – 4:29
7. Faccia d'angelo – 4:11
8. Taranta' – 2:30
9. La macumba – 3:41
10. Occhi – 3:51

## Formazione
- Teresa De Sio - voce, cori
- Francesco Bruno - chitarra acustica, chitarra elettrica, chitarra classica
- Gigi De Rienzo - basso, cori, programmazione, cembalo, chitarra acustica, sintetizzatore, kalimba, percussioni
- Roberto Gatto - batteria
- Ernesto Vitolo - pianoforte, Fender Rhodes, marimba
- Silvano Borgatta - sintetizzatore, pianoforte, organo Hammond
- Tony Esposito - percussioni
- Bruno De Filippi - armonica
- Robert Fix - sax alto, sassofono tenore, sassofono soprano